# LG-Baureihe Tk
Die LG-Baureihe Tk war eine Baureihe von Personenzug-Tenderlokomotiven der Litauischen Staatsbahn Lietuvos geležinkeliai (LG) mit der Achsfolge 1’B2’ h2t. Die Lokomotiven wurden 1932 von Škoda in Plzeň entwickelt und gebaut.

## Geschichte
Die Baureihe Tk gehört zu den wenigen Triebfahrzeug-Neubeschaffungen der LG in der Zeit zwischen dem Beginn der litauischen Unabhängigkeit 1918 und der sowjetischen Okkupation Litauens im Jahr 1940. Die vier Tenderlokomotiven waren aufgrund ihrer Achsfolge und zulässigen Höchstgeschwindigkeit für den Einsatz vor Personenzügen gedacht. Nach ihrer Auslieferung durch Škoda unter den Fabriknummern 751 bis 754 wurden sie in Kaunas stationiert. Von dort übernahmen sie nicht nur Personenzüge, sondern auch Schnellzugdienste. So beförderten sie den Schnellzug Berlin–Königsberg–Tilsit–Radviliškis–Daugavpils (Dünaburg) zwischen Pagėgiai, dem litauischen Grenzbahnhof bei Tilsit, und Obeliai, dem Grenzbahnhof zu Lettland. Auf dem 143 km langen Abschnitt Pagėgiai–Radviliškis erzielten die Lokomotiven immerhin eine planmäßige Fahrtzeit von 127 Minuten. 1939 wurden sie im Schnellzugdienst durch die neue, ebenfalls von Škoda an die LG gelieferte und erheblich leistungsfähigere Baureihe Gp abgelöst. Mit der Okkupation Litauens durch die Sowjetunion  wurden die Maschinen vom sowjetischen Volkskommissariat für Transportwesen (NKPS) übernommen. Nach dem Überfall auf die Sowjetunion kamen sie in die Hände der deutschen Besatzungsmacht. Die Verwendung während des Krieges ist nur von der Lokomotive 14 bekannt. Die deutschen Besatzer brachten sie nach Riga, wo sie vom Betriebswerk in Riga-Šķirotava  eingesetzt wurde, bevor sie 1942 nach Wien-Hütteldorf kam, wo sie die Bezeichnung Pk 14 erhielt, orientiert am Bezeichnungssystem der lettischen Eisenbahnen.
Die Wirren des Zweiten Weltkriegs überstanden gesichert nur die zwei Maschinen mit den Betriebsnummern 12 und 14, die 1945 in Österreich aufgefunden wurden. Beide Lokomotiven wurden im Zuge der Reparationsleistungen 1948 durch die Sowjetunion abgefahren. Die Lokomotive mit der ursprünglichen Betriebsnummer 14 ging an die polnische Staatsbahn Polskie Koleje Państwowe (PKP), die sie mit der Bezeichnung OKf 100-1 in ihren Fahrzeugpark einreihte. Sie wurde zunächst der Direktion Kattowitz zugeordnet und ging, da nicht mehr betriebsfähig, zur Reparatur in ein Ausbesserungswerk in Breslau. Aufgrund des schlechten Zustands wurde sie nicht mehr repariert und 1950 ausgemustert. Die Lokomotive mit der Betriebsnummer 12 kam letztlich in die DDR zu einem Industriebetrieb, sie befand sich wahrscheinlich bis mindestens 1953 abgestellt in Staßfurt.